# Ludlow, Vermont
Ludlow är en kommun (town) i Windsor County i delstaten Vermont, USA. Det finns även en bykommun (village) med samma namn.